# Терсько-Кумський канал
43°42′34″ пн. ш. 44°31′04″ сх. д. / 43.709444444444° пн. ш. 44.517777777778° сх. д.
Терсько-Кумський канал (рос. Терско-Кумский канал) — зрошувальний канал, що подає воду з річки Терек до річки Кума. Канал розрахований на пропуск через головні споруди 200 м³/c води, а середньорічна витрата каналу близько 2,7 млрд м³ води, що становить понад 1/3 середньорічного стоку Терека, причому 1,2 млрд м³ перекидається по Кумо-Маницькому каналу у Чограйське водосховище.

## Географія
Канал бере початок у станиці Павлодольської, де річка Терек перекрита греблею, впадає у річку Куму біля Лівокумської греблі.

## Структура
Канал самохідний з трьома перепадами — Моздоцький на 21 км (висота падіння води 7,9 м), Гірко-Балковський на 113 км (31,6 м) і Кумський на 146 км (20,5 м); на 82 км побудований аварійний скид (з витратою 50 м³/сек).